# ایستگاه بلکفرایرز
ایستگاه بلکفرایرز (انگلیسی: Blackfriars station) یکی از ایستگاه‌های راه‌آهن اصلی در شهر لندن است که به متروی لندن نیز متصل می‌باشد.
این ایستگاه که در سال ۱۸۸۶ تأسیس شده در ناحیه بلکفرایرز قرار دارد و جزئی از خط سیرکل و خط ناحیه متروی لندن و خط اصلی جنوب شرقی و تیمزلینک راه‌آهن انگلستان است.

## نگارخانه

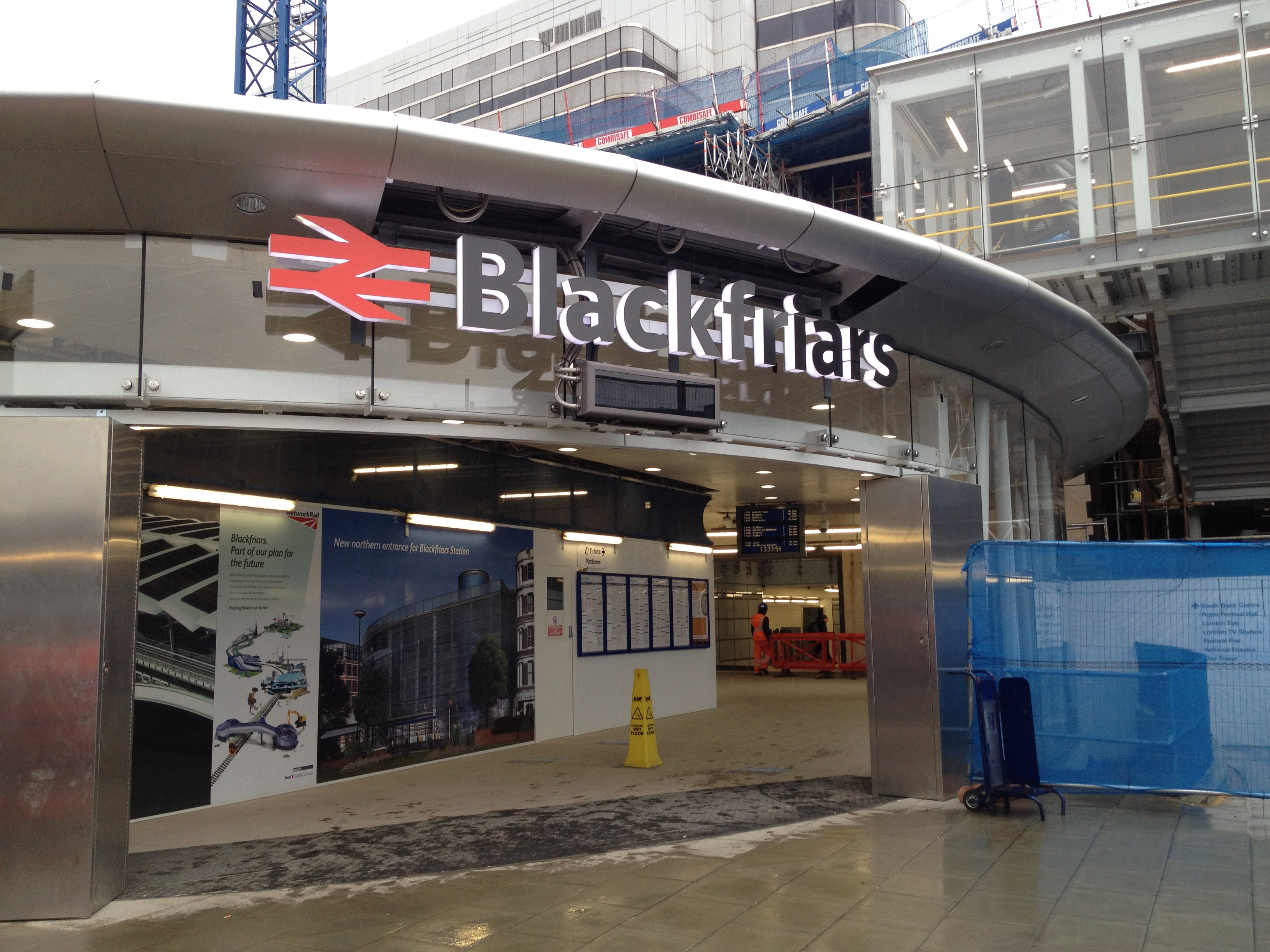
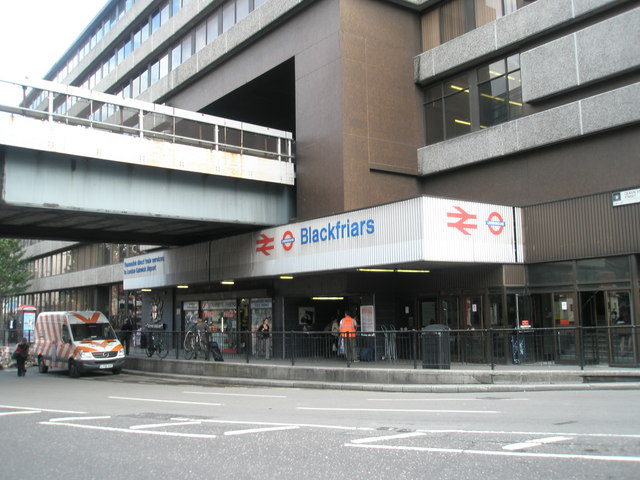
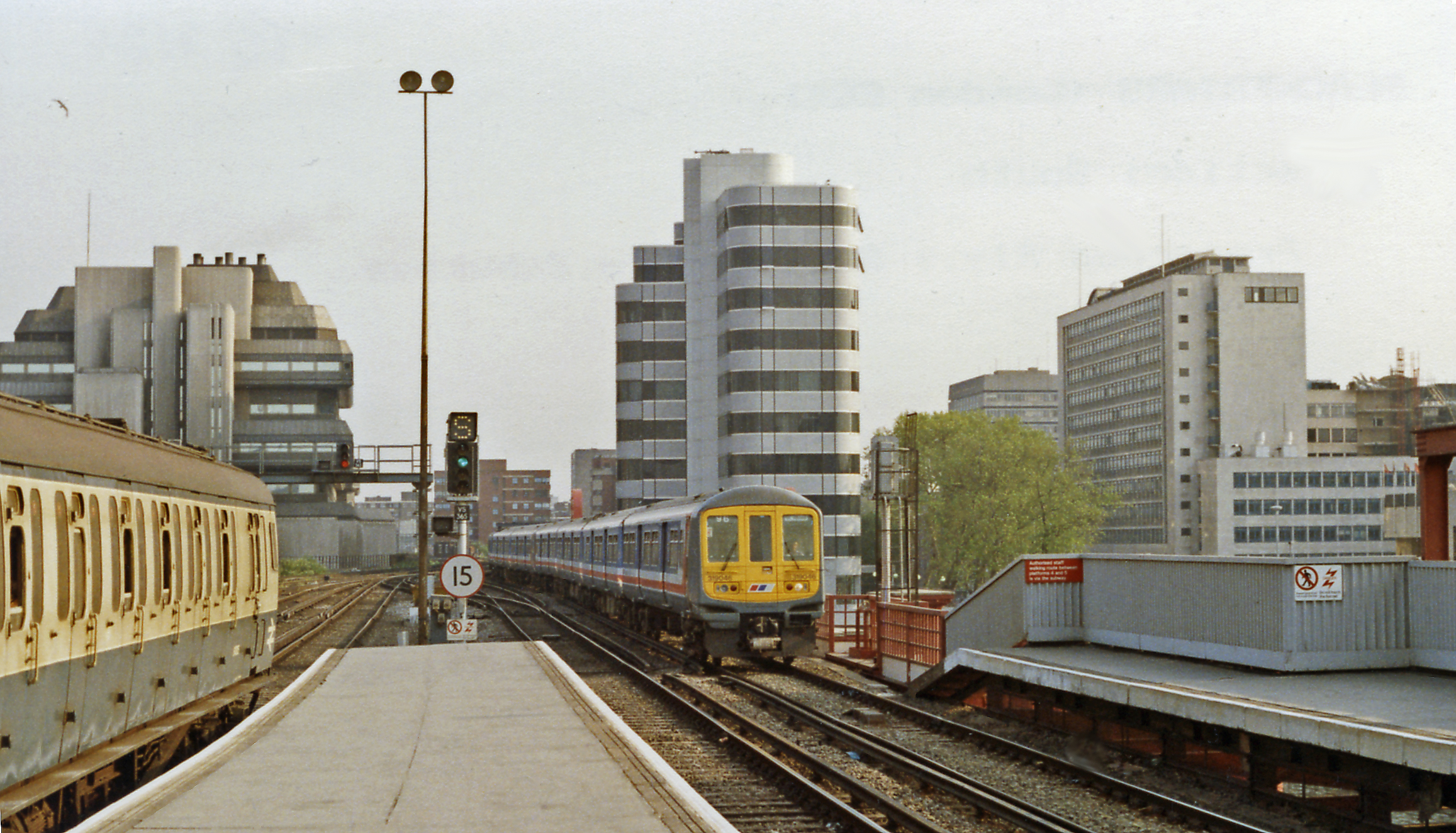
ایستگاه بلکفرایرز خط تیمزلینک - ۱۹۸۹
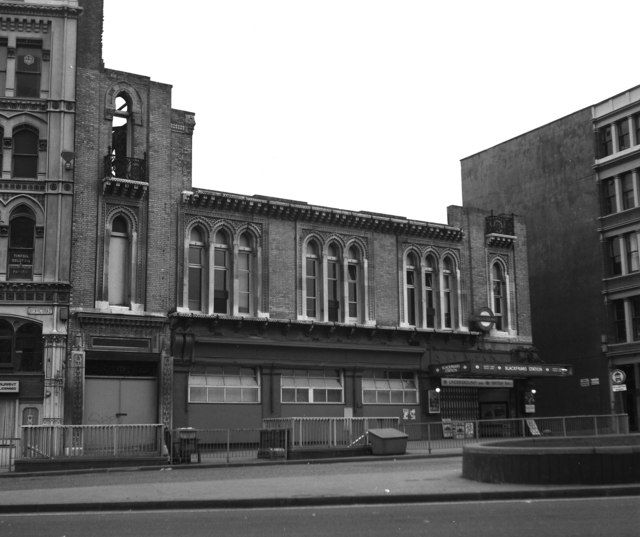
ایستگاه - ۱۹۷۷
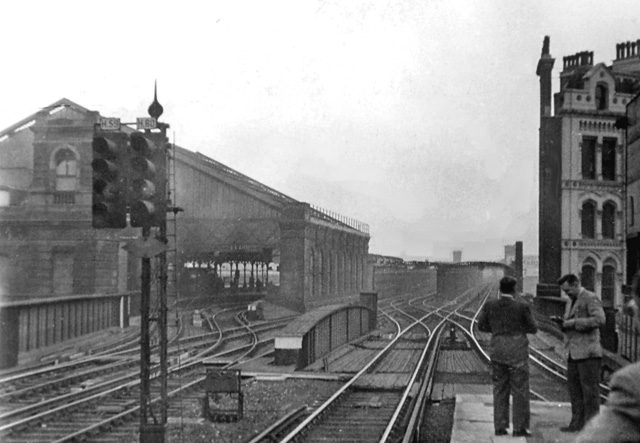
ایستگاه - ۱۹۵۳
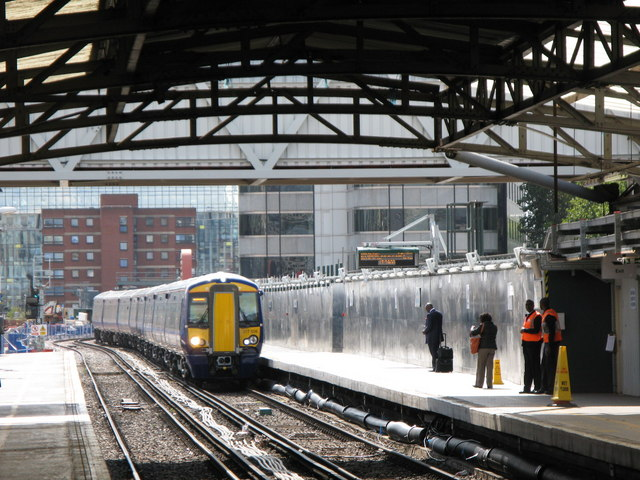
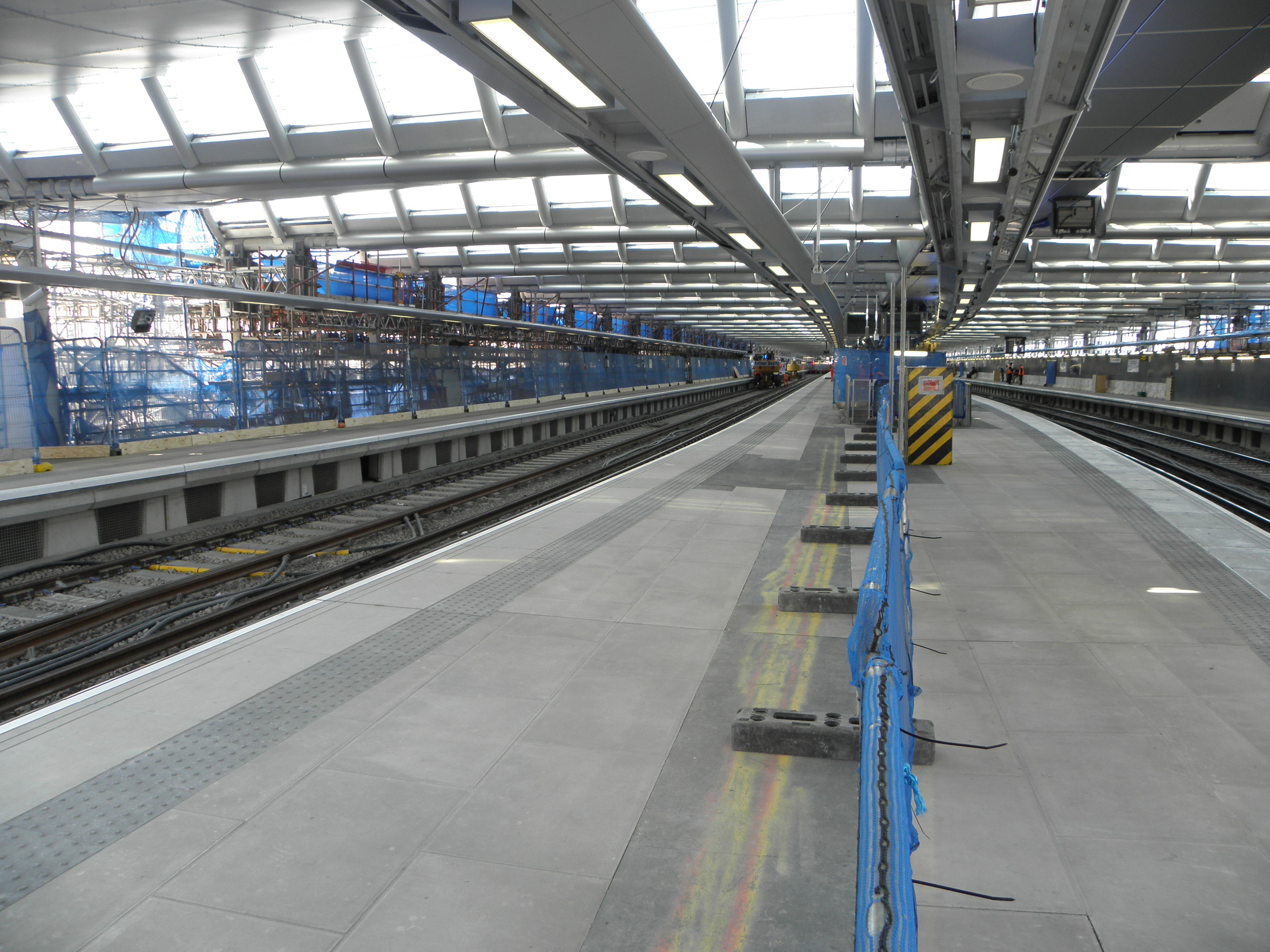
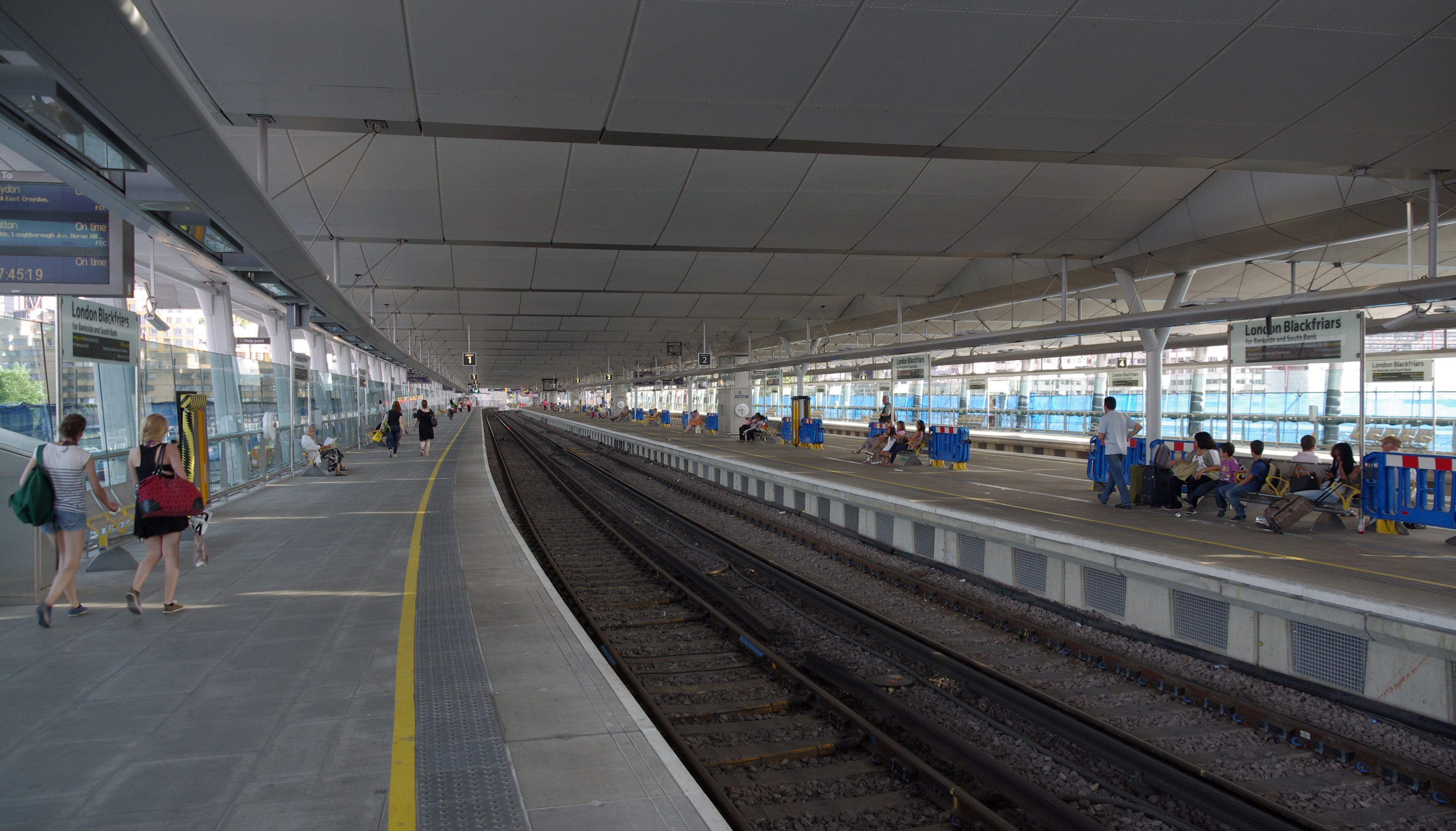